# Cylindropuntia acanthocarpa
Cylindropuntia acanthocarpa, conocida comúnmente como cholla espinosa, es una especie de planta suculenta perteneciente al género Cylindropuntia, dentro de la familia Cactaceae. Se distribuye desde el noroeste de México (concretamente en los estados mexicanos de Baja California y Sonora) hasta los estados estadounidenses de Arizona, Utah, California y Nevada.

## Descripción
Cylindropuntia acanthocarpa es una especie de cactus que crece como un arbusto o pequeño árbol con el tronco a menudo mal definido. Sus ramas pueden ser escasas o abundantes y alcanza alturas de 0,4 a 2 m. Tienen la epidermis de color verde a gris verdoso y puede adquirir un tono rojizo-púrpura en invierno y temporadas secas.

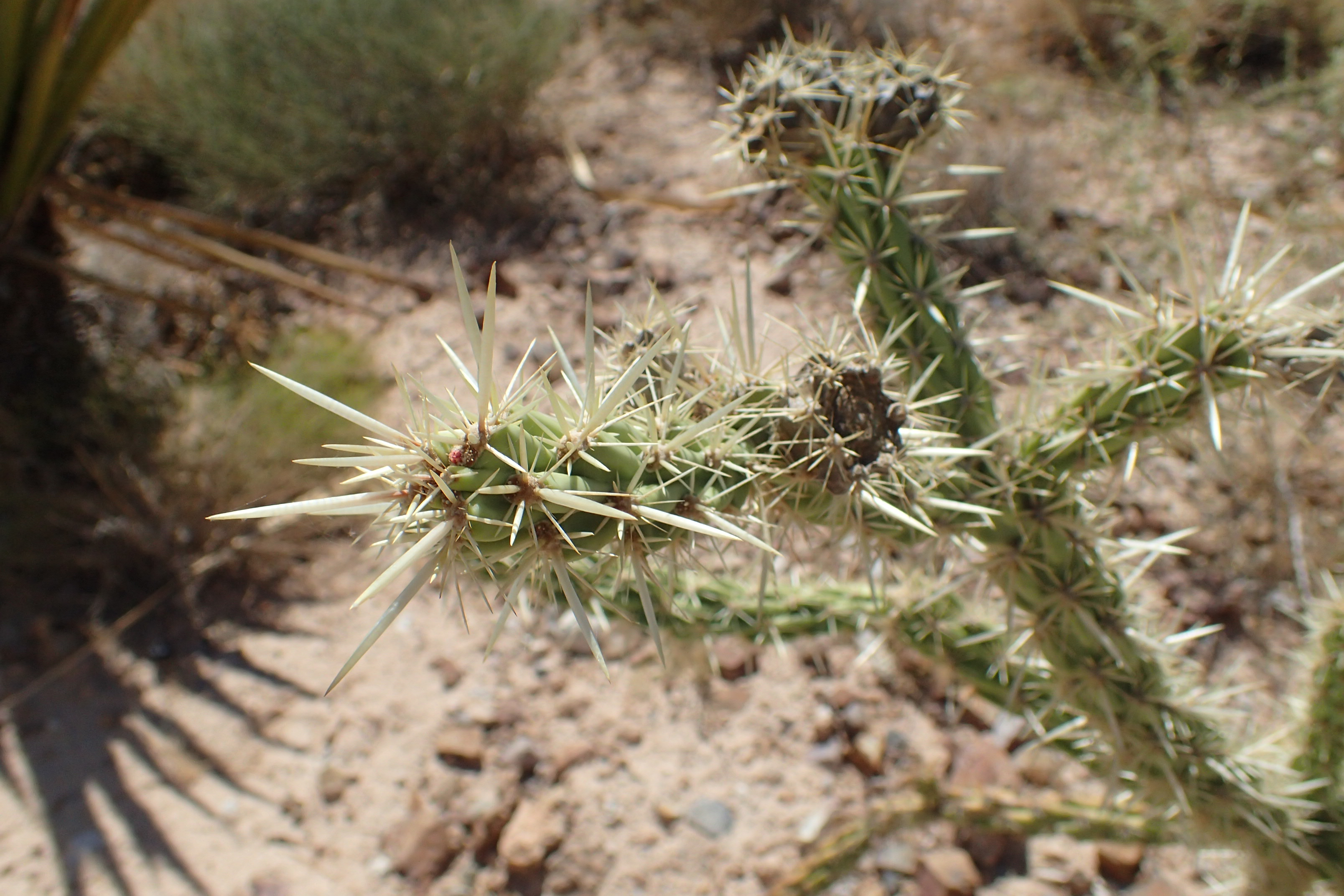
Detalle del tallo espinoso

Los tallos son erectos, articulados y están formados por segmentos estrechamente conectados firmemente adheridos. Cada uno de ellos mide de 10 a 50 cm de largo y de 2 a 3 cm de diámetro. Su forma va de cilíndrica a algo alargada y tienen tubérculos de 1,5 a 3 cm de largo.
Sobre los tallos se asientan areolas que van de elípticas a circulares y están cubiertas de lana blanca, amarilla o canela que se vuelve de color negro grisáceo con la edad. Poseen gloquidios de color amarillo a marrón que están dispuestos en pequeños grupos discretos. También tienen de 6 a 20 espinas (ocasionalmente hasta 30) cubiertas por una vaina epidérmica de color blanco a gris con la punta amarilla que parece de papel. Suelen aparecer principalmente en las areolas cercanas a la punta.

De entre ellas, las espinas principales son redondas en sección transversal y van de ascendentes a extendidas. Miden de 1,2 a 3,8 cm de largo y aunque inicialmente son de color amarillo a tostado o marrón rojizo intenso, se vuelven grises con la edad. En el caso de las espinas basales, estas suelen estar aplanadas en sección transversal, son curvadas hacia abajo y miden de 1,2 a 3,5 cm de largo. Además, ocasionalmente puede aparecer espinas marginales similares a cerdas.

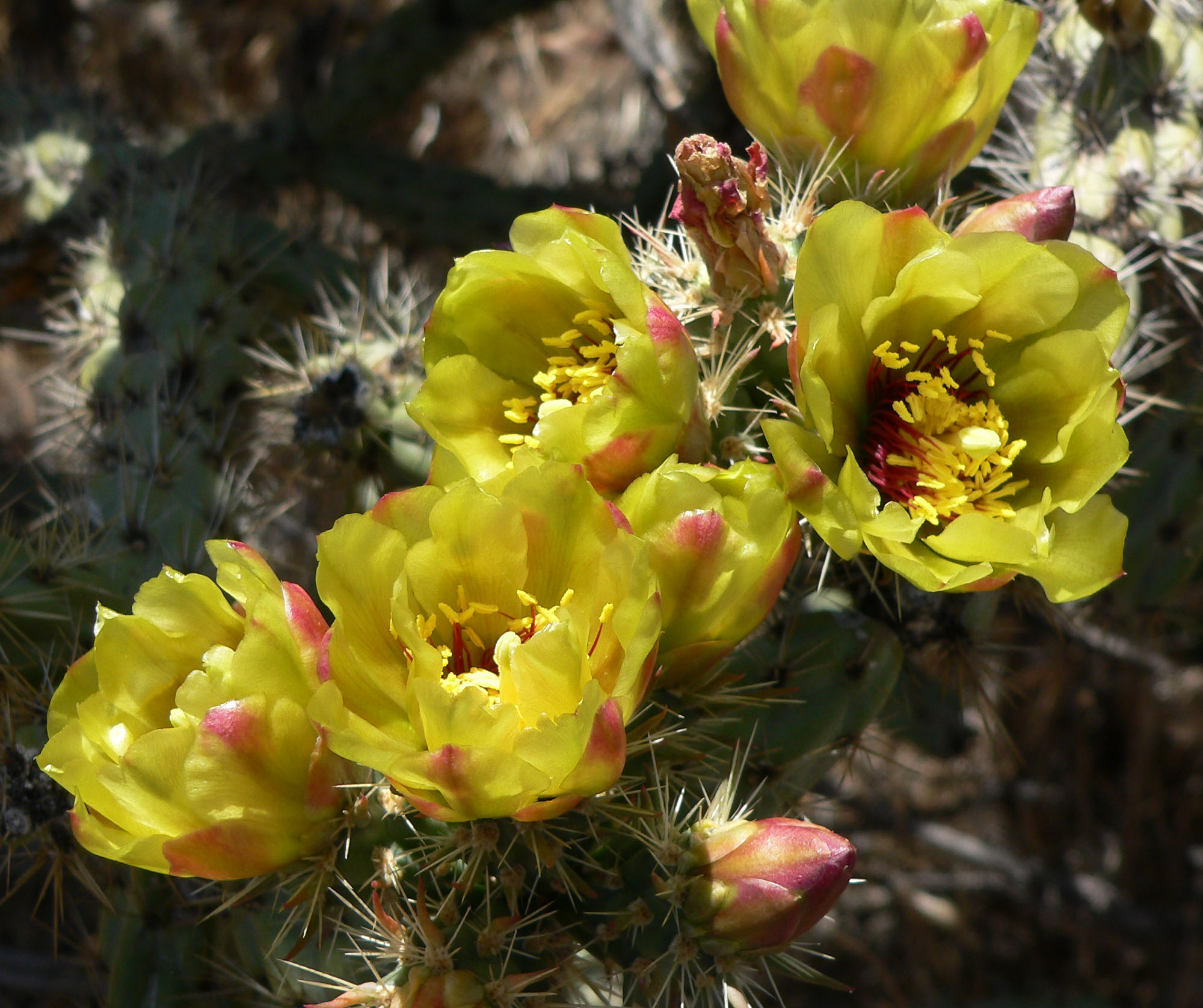
Floración

Las flores son hermafroditas y de color amarillo brillante a bronce o rojo ladrillo. Miden de 5 a 6 cm de ancho y alcanzan longitudes de 2 a 3 cm. Los filamentos son de color rojo (rara vez verdes) y las anteras amarillas.
Los frutos son secos tras la maduración y su forma va de cónica invertida a elipsoidal. Se tornan de color bronce cuando maduran y presentan espinas pilosas no persistentes.

## Distribución
El área de distribución nativa de esta especie abarca desde el noroeste de México (concretamente en los estados mexicanos de Baja California y Sonora) hasta los estados estadounidenses de Arizona, Utah, California y Nevada. Crece principalmente en biomas desérticos o de matorrales secos, a elevaciones de 300 a 1300 metros sobre el nivel del mar. 

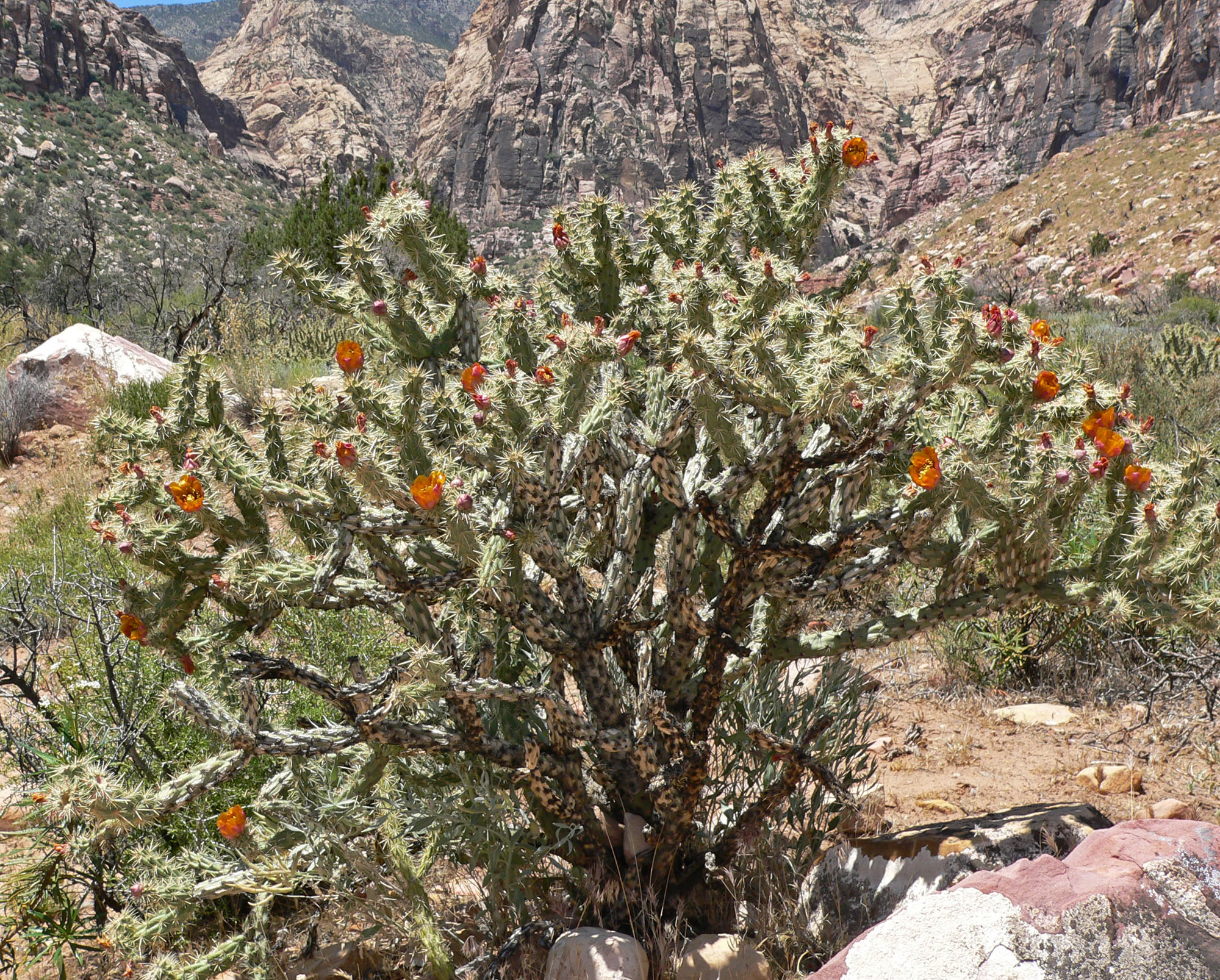
Porte de la planta

Habita en diversos sustratos, como aluviones arenosos, laderas rocosas empinadas y diversos tipos de roca.

## Taxonomía
La primera descripción de esta especie fue como Opuntia acanthocarpa, publicada en 1856 por los botánicos George Engelmann y John Milton Bigelow en la revista científica Pacific Railroad Survey Reports 4 (5; 3): 51.
Posteriormente, el botánico danés Frederik Marcus Knuth colocó la especie en el género Cylindropuntia, pasando a llamarse Cylindropuntia acanthocarpa y anotando estos cambios en el libro Den Nye kaktusbog: 131 en el año 1930.
Etimología
- Cylindropuntia: nombre genérico formado por dos palabras: el sustantivo griego kýlindros (que significa 'cilindro') y el género Opuntia, (con el que el género tiene similitudes), haciendo referencia a la forma cilíndrica de los tallos de las plantas.
- acanthocarpa: epíteto específico que deriva de las palabras griegas akanthos (que significa 'espina') y karpos (que significa 'fruto'), haciendo referencia al fruto espinoso de la especie.[7]

### Subespecies
Actualmente se distinguen cinco subespecies:
| Imagen | Subespecie                                                                | Descripción | Distribución                                           |
| ------ | ------------------------------------------------------------------------- | --- | ------------------------------------------------------ |
|        | Cylindropuntia acanthocarpa subsp. acanthocarpa                           | Se caracteriza por tener de 6 a 20 espinas (ocasionalmente hasta 30) cubiertas por una vaina epidérmica de color blanco a gris con la punta amarilla. | Desde el suroeste de Utah hasta el oeste de Arizona    |
|        | Cylindropuntia acanthocarpa subsp. coloradensis (L.D.Benson) U.Guzmán     | Se caracteriza por espinas y vainas de espinas amarillas o amarillentas, con las vainas más infladas, plantas más robustas y con hábito de crecimiento más erguido.                                                                                                  | Arizona, California, noroeste de México, Nevada y Utah |
|        | Cylindropuntia acanthocarpa subsp. major (Engelm. & J.M.Bigelow) U.Guzmán | Se caracteriza por tener espinas de tonalidad amarillenta a generalmente oscuras, con vainas de espinas oscuras y ajustadas (no sueltas). Las plantas generalmente son menos robustas, con ramas que se extienden más y articulaciones más cortas y menos espinosas. | Arizona y noroeste de México (Sonora)                  |
|        | Cylindropuntia acanthocarpa subsp. ramosa (Peebles) M.A.Baker & Cloud-H.  | Se distingue por tener de 14 a 18 espinas de color amarillo a marrón rojizo por areola, y por tener tallos más estrechos y espinas más delgadas que las otras variedades.                                                                                            | Arizona                                                |
|        | Cylindropuntia acanthocarpa subsp. thornberi (Thornber & Bonker) Lodé     | Se distingue por sus tubérculos largos (de 2,5 a 4,5 cm), de 6 a 11 espinas por areola, que apenas se entrelazan con las espinas de las areolas adyacentes, y por su fruto con pocas espinas.                                                                        | Centro de Arizona                                      |

Sinonimia
- Sinónimos de Cylindropuntia acanthocarpa subsp. acanthocarpa: (no tiene)
- Sinónimos de Cylindropuntia acanthocarpa subsp. coloradensis:
  - Cylindropuntia acanthocarpa var. coloradensis (L.D.Benson) Pinkava (1999)
  - Opuntia acanthocarpa var. coloradensis L.D.Benson (1969)

- Sinónimos de Cylindropuntia acanthocarpa subsp. major:
  - Cylindropuntia acanthocarpa var. major (Engelm. & J.M.Bigelow) Pinkava (1999)
  - Opuntia acanthocarpa var. major (Engelm. & J.M.Bigelow) L.D.Benson (1969)
  - Opuntia echinocarpa var. major Engelm. & J.M.Bigelow (1856)

- Sinónimos de Cylindropuntia acanthocarpa subsp. ramosa:
  - Cylindropuntia acanthocarpa var. ramosa (Peebles) Backeb. (1958)
  - Opuntia acanthocarpa var. ramosa Peebles (1937)

- Sinónimos de Cylindropuntia acanthocarpa subsp. thornberi:
  - Cylindropuntia acanthocarpa var. thornberi (Thornber & Bonker) Backeb. (1958)
  - Opuntia acanthocarpa var. thornberi (Thornber & Bonker) L.D.Benson (1944)
  - Opuntia thornberi Thornber & Bonker (1932)

## Estado de conservación

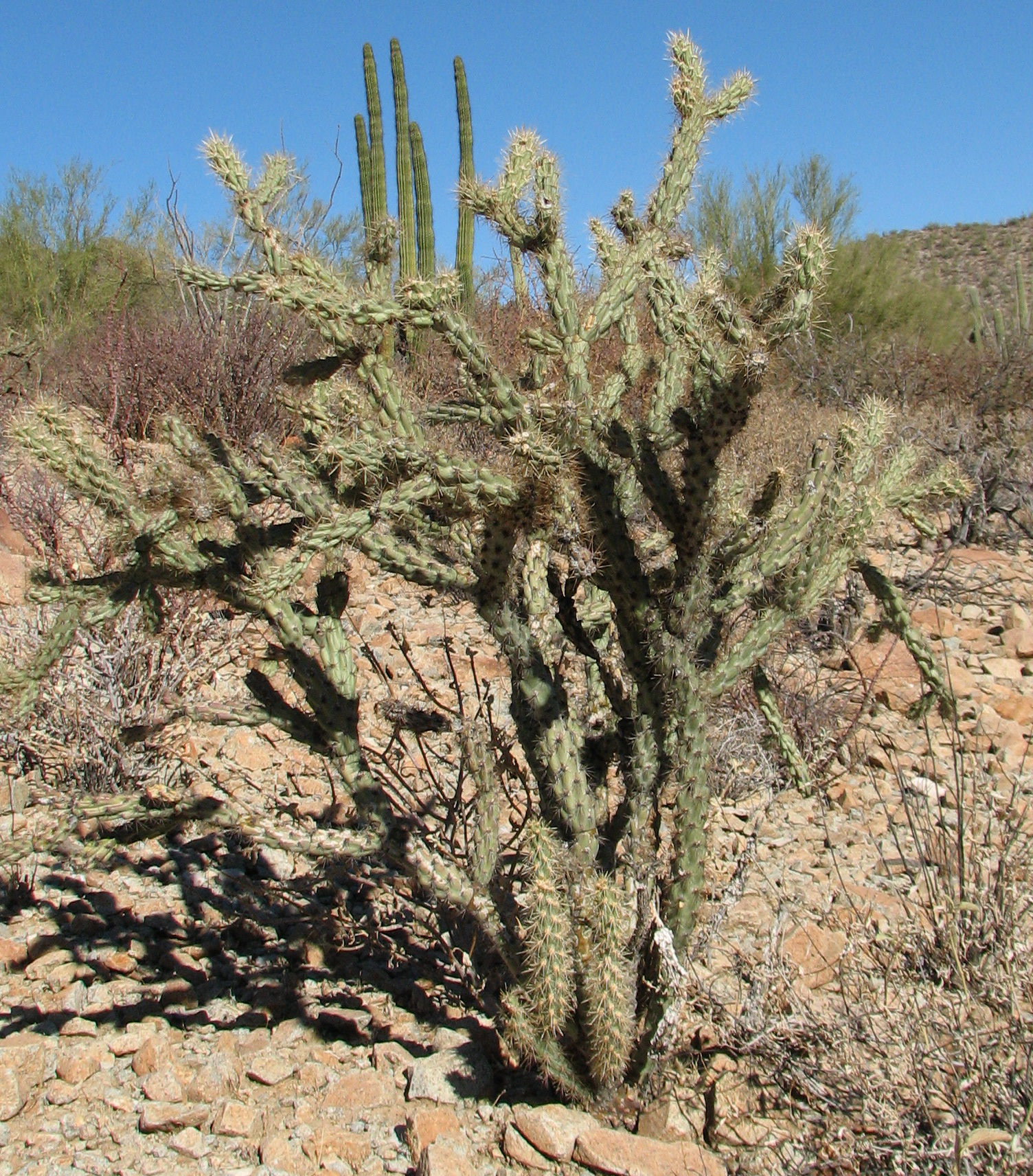
En su hábitat

En la Lista Roja de Especies Amenazadas de la UICN, la especie está clasificada como de “Preocupación Menor (LC)” y no se conocen amenazas importantes para la conservación de esta especie, ya que se encuentra en una distribución muy amplia.

## Importancia económica y cultural

### Cultivo
La especie cultiva principalmente como planta ornamental y su propagación se realiza a través de esquejes o semillas. 

### Otros usos
Desde tiempos prehistóricos, el pueblo indígena Pápago o Tohono O'odham utiliza los capullos de las flores y los tallos jóvenes hervidos u horneados como recurso alimenticio, ya que son ricos en calcio.